# Département de General Ocampo
Le département de General Ocampo est une des 18 subdivisions de la province de La Rioja, en Argentine. Son chef-lieu est la ville de Villa Santa Rita de Catuna.
Sa superficie est de 2 135 km2. Sa population s'élevait à 7 331 habitants en 2001, soit une densité de 3,4 hab./km2.